# Табаско (сос)
„Табаско“ е американска марка лют сос, правен от чушките табаско. Те са основна съставка на соса, който освен тях съдържа и оцет и сол. Сосът отлежава три години в дъбови бъчви преди да бъде бутилиран.
Сосът „Табаско" е остро лютива, тъмночервена ароматна течност, която обикновено се продава в малки бутилки. С него се подправят супи от морски продукти, сосове, салати, майонези, предястия и др. Използва се в минимални количества (достатъчни са само няколко капки). Сосът „Табаско“ е произвеждан от края на 19 век от семейна компания базирана на Авери Айлънд, в щата Луизиана, САЩ.